# Los Puertos de Santa Fe
Los Puertos de Santa Fe – miasto w Wenezueli, w stanie Sucre.